# John Davis House
La John Davis House, ou simplement Davis House, est une maison américaine dans le comté de Swain, en Caroline du Nord. Cette construction en bois de châtaignier d'Amérique commencée autour de 1900 et terminée vers 1902 est l'un des principaux édifices exposés dans le Mountain Farm Museum, un musée en plein air au sein du parc national des Great Smoky Mountains. Originellement située près de Bryson City, elle a été déplacée par le National Park Service comme presque tous les autres bâtiments du musée.